# Matty Cash
Pour les articles homonymes, voir Cash.
Matthew Cash, dit Matty Cash, né le 7 août 1997 à Slough au Royaume-Uni, est un footballeur international polonais qui évolue au poste de défenseur à Aston Villa.
D'origine polonaise par sa mère, il est naturalisé polonais en 2021.
Il est le fils de Stuart Cash (en), latéral gauche dans les divisions inférieures anglaises dans les années 1980 et 1990.

## Biographie

### En club
Formé en partie à Nottingham, Matty Cash fait ses débuts pro avec Dagenham & Redbridge en League Two lors de la saison 2015-2016, lors d'un prêt de trois mois. Avec le club de Londres, Cash inscrit 3 buts en 12 matches, mais ne peut empêcher la relégation de son club en Conference. 
Le 6 août 2016, il fait ses débuts en faveur de Nottingham Forest, lors d'un match contre Burton Albion (victoire 4-3). Particulièrement tourné vers l'avant - comme l'attestent ses six buts en Championship en 2018-2019 - Matty Cash s'impose pendant quatre saisons comme un joueur incontournable de l'effectif de Nottingham Forest. Il joue au total 140 matches pour les Reds, inscrivant 13 buts et donnant 15 assists. Avec plus de quarante matchs en championnat lors de son dernier exercice avec Nottingham Forest, Matty Cash gagne l'image d'un travailleur infatigable sur son côté droit.
Le 3 septembre 2020, Cash s'engage pour cinq saisons avec Aston Villa. Cette signature permet à Matty Cash de découvrir la Premier League pour la première fois de sa carrière. Dès sa première saison, Matty Cash s'impose dans l'effectif et dispute 28 rencontres, au cours desquelles le latéral né en Angleterre délivre deux passes décisives. Ses bonnes performances ne sont pas anodines dans la onzième place du club, à seulement dix points des places européennes. La deuxième saison du défenseur polonais est encore plus aboutie : Cash dispute toutes les rencontres de championnat (trente-huit matchs), marque quatre fois et offre trois passes décisives en Premier League. En outre, il dispute deux matchs de coupe et réalise là encore une passe décisive. Aston Villa termine la saison à la quatorzième place du championnat.

### En sélection nationale
La mère de Cash étant d'ascendance polonaise, le joueur soumet une demande de passeport polonais en septembre 2021, avant de signer une demande de naturalisation en octobre 2021 à Varsovie. En novembre, il est sélectionné par Paulo Sousa pour les rencontres qualificatives pour le Mondial 2022 à Andorre (où il joue la dernière demi-heure) et contre la Hongrie. 
Il prend part à l'entièreté de la rencontre de barrage contre la Suède, qui qualifie la Pologne pour la Coupe du Monde au Qatar (2-0).
Matthew Cash marque son premier but pour les aigles polonais en ouvrant le score à la dix-huitième minute lors du match nul (2-2) des siens contre les Pays-Bas le 11 juin 2022, dans le cadre de la Ligue des Nations de l'UEFA.
Le 10 novembre 2022, il est sélectionné par Czesław Michniewicz pour participer à la Coupe du monde 2022.

## Statistiques détaillées
| Saison                | Club                        | Championnat           | Championnat | Championnat | Coupe nationale | Coupe nationale | Coupe de la Ligue | Coupe de la Ligue | Compétition(s) continentale(s) | Compétition(s) continentale(s) | Compétition(s) continentale(s) | Pologne | Pologne | Total | Total |
| Saison                | Club                        | Division              | M.          | B.          | M.              | B.              | M.                | B.                | Comp.                          | M.                             | B.                             | M.      | B.      | M.    | B.    |
| 2015-2016             | Dagenham & Redbridge (prêt) | League Two            | 12          | 3           | -               | -               | -                 | -                 | -                              | -                              | -                              | -       | -       | 12    | 3     |
| 2016-2017             | Nottingham Forest           | Championship          | 28          | 0           | 1               | 0               | 1                 | 0                 | -                              | -                              | -                              | -       | -       | 30    | 0     |
| 2017-2018             | Nottingham Forest           | Championship          | 23          | 2           | 2               | 0               | -                 | -                 | -                              | -                              | -                              | -       | -       | 25    | 2     |
| 2018-2019             | Nottingham Forest           | Championship          | 36          | 6           | 1               | 0               | 4                 | 2                 | -                              | -                              | -                              | -       | -       | 41    | 8     |
| 2019-2020             | Nottingham Forest           | Championship          | 42          | 3           | -               | -               | 3                 | 0                 | -                              | -                              | -                              | -       | -       | 45    | 3     |
| Sous-total            | Sous-total                  | Sous-total            | 129         | 11          | 4               | 0               | 8                 | 2                 | -                              | -                              | -                              | -       | -       | 141   | 13    |
| 2020-2021             | Aston Villa                 | Premier League        | 28          | 0           | -               | -               | -                 | -                 | -                              | -                              | -                              | -       | -       | 28    | 0     |
| 2021-2022             | Aston Villa                 | Premier League        | 38          | 4           | 1               | 0               | 1                 | 0                 | -                              | -                              | -                              | 7       | 1       | 47    | 5     |
| 2022-2023             | Aston Villa                 | Premier League        | 26          | 0           | 1               | 0               | 1                 | 0                 | -                              | -                              | -                              | 5       | 0       | 33    | 0     |
| 2023-2024             | Aston Villa                 | Premier League        | 29          | 2           | 3               | 1               | 1                 | 0                 | C4                             | 12                             | 2                              | 3       | 0       | 48    | 5     |
| 2024-2025             | Aston Villa                 | Premier League        | 27          | 1           | 3               | 0               | 0                 | 0                 | C1                             | 8                              | 0                              | 4       | 1       | 42    | 2     |
| 2025-2026             | Aston Villa                 | Premier League        | 1           | 0           | 0               | 0               | 0                 | 0                 | C3                             | 0                              | 0                              | 0       | 0       | 1     | 0     |
| Sous-total            | Sous-total                  | Sous-total            | 149         | 7           | 8               | 1               | 3                 | 0                 | -                              | 21                             | 2                              | 19      | 2       | 200   | 12    |
| Total sur la carrière | Total sur la carrière       | Total sur la carrière | 290         | 21          | 12              | 1               | 11                | 2                 | -                              | 21                             | 2                              | 19      | 2       | 353   | 28    |